# Adelcrantzska palatset

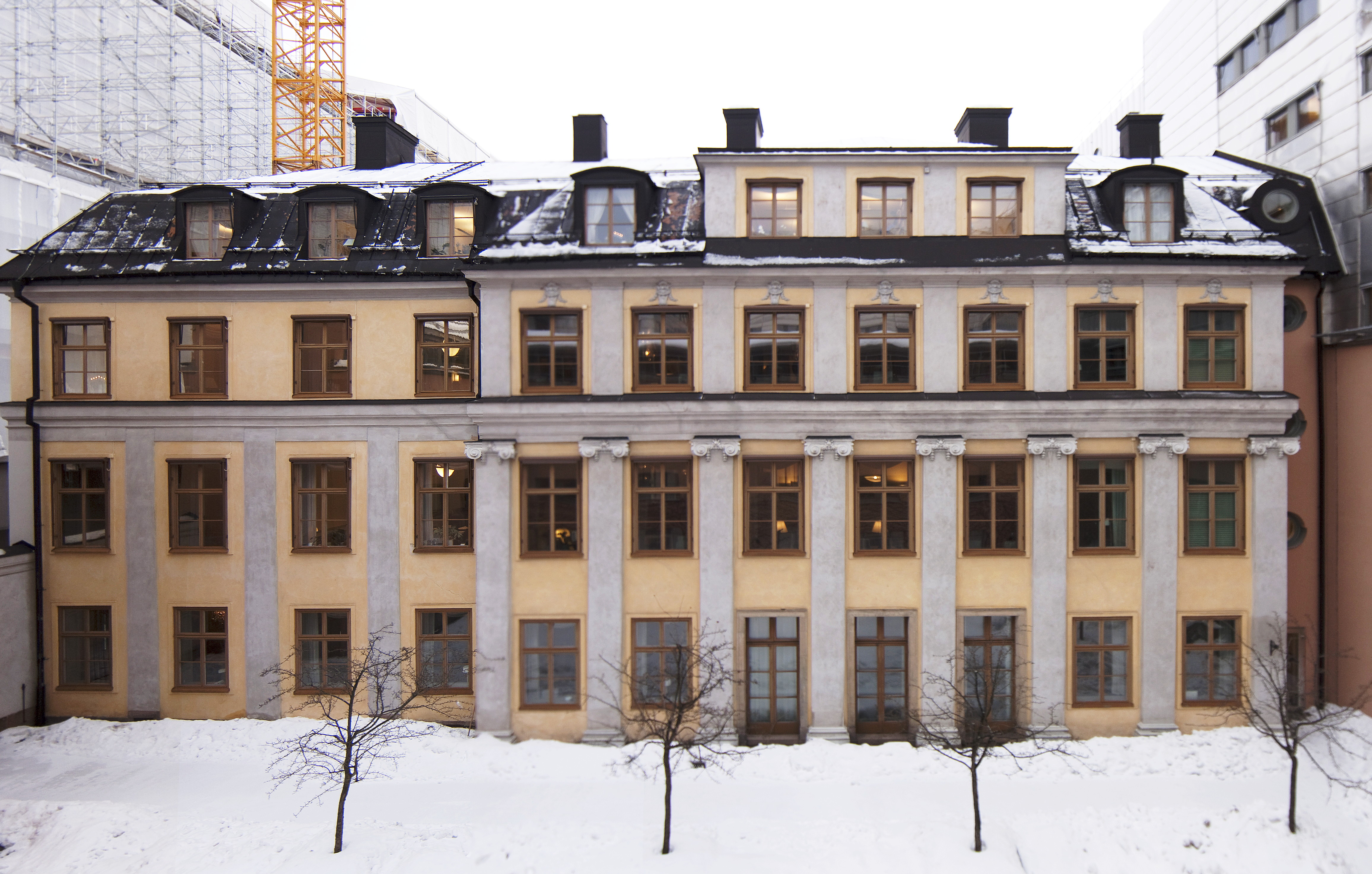
Adelcrantzska palatset, gårdsfasad mot öster, 2011. Fasaden har det palladianskt klassiska fasadschemat.

Adelcrantzska palatset är en fastighet uppförd 1755 i kvarteret Björnen vid Karduansmakargatan 8, på Norrmalm i Stockholm. Palatset ritades av, och är namngivet efter, arkitekten Carl Fredrik Adelcrantz. Fastigheten är blåmärkt av Stadsmuseet i Stockholm, vilket är det starkaste skyddet och innebär "att bebyggelsen bedöms ha synnerligen höga kulturhistoriska värden".

## Historik

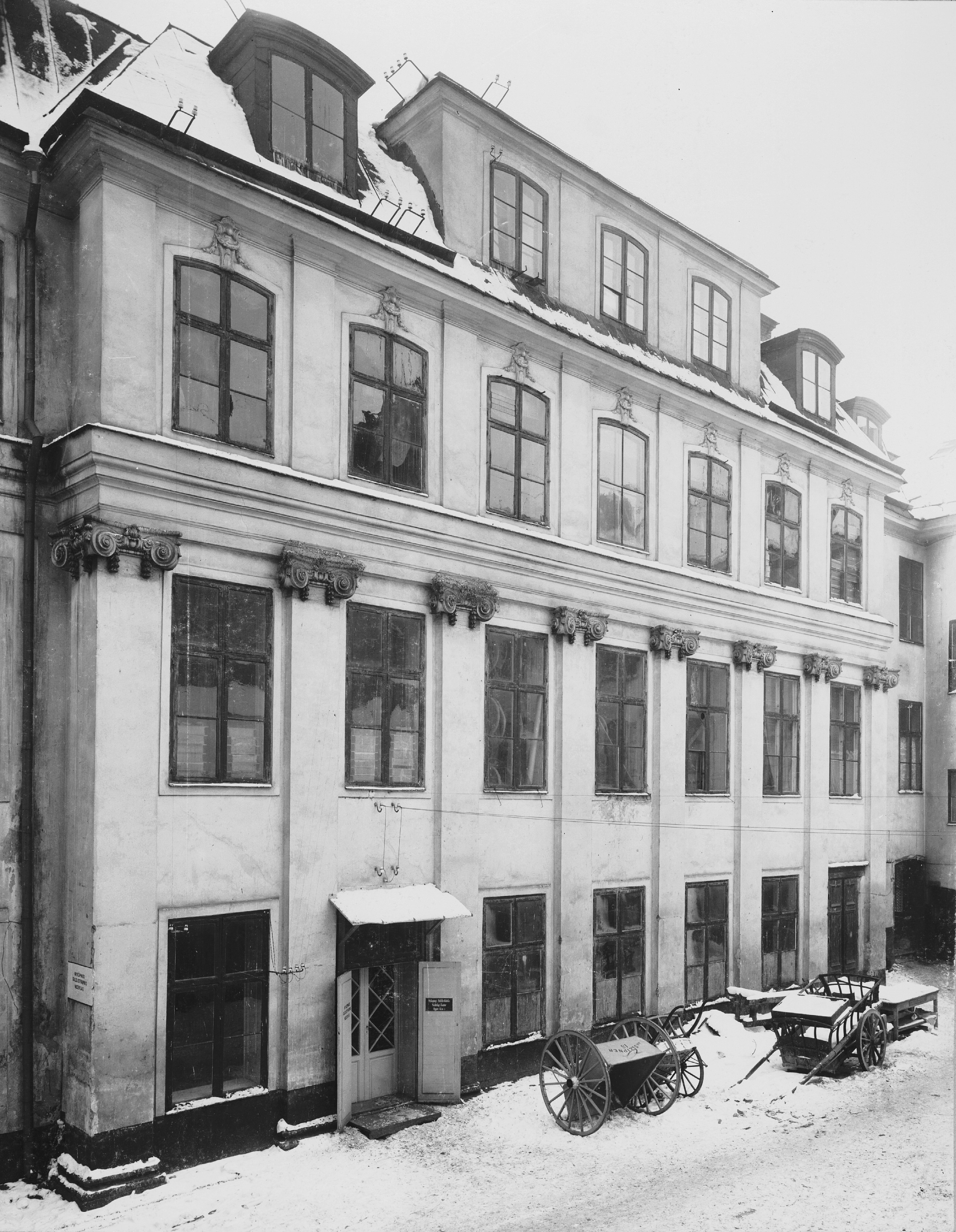
Adelcrantzka palatset, gårdsinteriör mot väster, 1909.

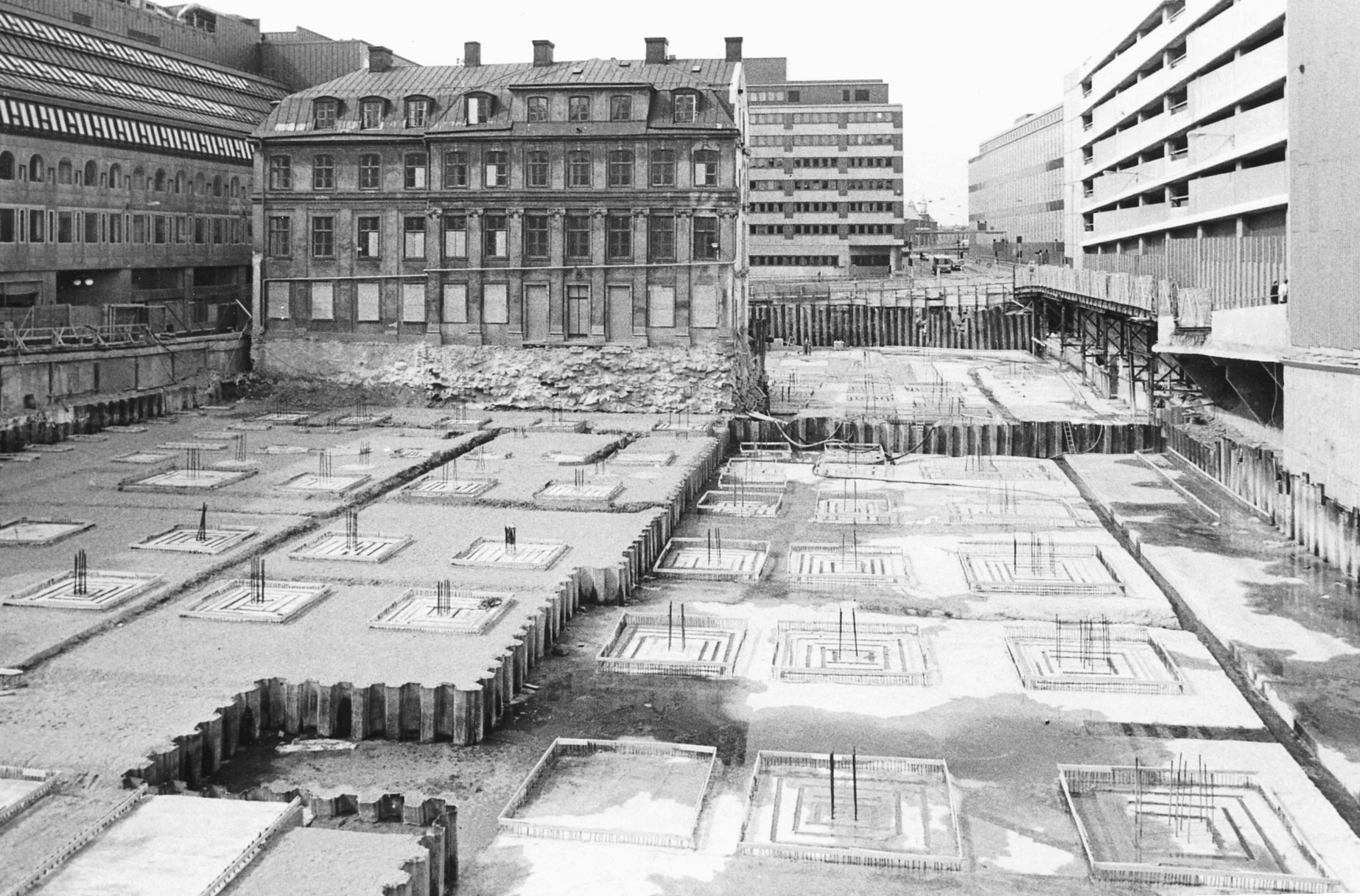
Adelcrantzska palatset 1979 och byggarbeten i kvarteret.

Enligt Riksantikvarieämbetets bebyggelseregister är det Adelcrantzka palatset ett sällsynt och välbevarat exempel på ett stadspalats från rokokotiden. Exteriören är utförd efter det palladianskt klassiska fasadschemat. Interiören är en högklassig franskinspirerad rokokoinredning med typisk disponering av planen och rik inredning med parkettgolv, boaserade och fältindelade väggar, bröstpaneler, kälade tak med stuck och helfranska dörrar med bemålade dörröverstycken. 
Vid den stora stadsplaneringen på Norrmalm skapades kvarteret Björnen genom riksrådet och stadsplaneraren Clas Larsson Flemings rutnätsplan under 1630-talet till 1650-talet. Där Adelcrantzka palatset står idag stod tidigare ett litet stenhus. Huset var byggt i den för tiden karaktäristiska holländska klassicismen som betonas av listverk och dekorer. Det stod också ett enklare trähus på tomten.
Det var troligen någon gång under perioden 1650–1675 som äldsta delen av Adelcrantzka palatset byggdes. Byggnaden förstördes i Klarabranden 1751, men återuppbyggdes 1753 efter ritningar av arkitekten Carl Fredrik Adelcrantz. Då fick byggnaden sin nuvarande utformning. Av 1600-talsbyggnaden finns idag källarens valv och grundmurar kvar. Trappan och de bärande väggarna upp till och med 1 trappa finns fortfarande kvar.
Tomten på Karduansmakargatan 8 förvärvades år 1753 av vicepresidenten i Kammarrevisionen Gustaf Samuel Ruuth, två år efter Klarabranden 1751 i Klarakvarteren som ödelagt det äldre huset och stora delar av kvarteret. Ruuths svåger, arkitekten Adelcrantz, fick i uppdrag att bygga om det brandskadade huset. År 1755 köpte Adelcrantz huset och han lät därefter uppföra flygelbyggnaden mot östra gården i direkt anslutning till det befintliga huset. Adelcrantz behöll fasaden, men höjde huset en våning och försåg det med ett högt brutet tak. Fasaden mot Karduansmakargatan förlängdes med två fönsteraxlar österut. Portalen fick en klassicistisk omfattning, som var helt ny, och interiört har byggnaden en värdefull rokokoinredning.

## Husets vidare öden
År 1758 tvingades Carl Fredrik Adelcrantz att sälja huset i kvarteret Björnen på grund av dålig ekonomi. Han sålde huset till generalmajoren Pontus Fredrik De la Gardie. År 1806 förlängdes huvudbyggnaden mot gården norrut med fyra fönsteraxlar. Fram till 1800-talets slut var byggnaden privatbostad. Därefter blev den butiker och hantverkslokaler.
Under åren därefter avlöste ägarna varandra tills egendomen övertogs av det statliga Kungliga Vattenfallsstyrelsen på 1900-talet. I det Adelcrantzka palatset gjorde Vattenfall omfattande restaurering och ombyggnad under åren 1928–1930 och de återställde några av rummen från 1700-talet. Vattenfall lät bygga järngrinden i portalen. Järngrinden är dekorerad med symboler för Vattenverket som spegelmonogrammet, kungakronan, blixtar, vågor och sjöhästar. 1965 gjordes grundförstärkning och 1979–1981 en ombyggnad och restaurering.
Palatset ägs av staten och förvaltas av Statens Fastighetsverk, men disponeras idag av Regeringskansliet. Den övriga bebyggelsen i kvarteret revs 1977 i samband med Norrmalmsregleringen, och palatset är idag omgivet av regeringskansliets moderna kontorskomplex. Adelcrantzska palatset är statligt byggnadsminne sedan 1935.
Från och med september 2018 och fram till sommaren 2021 inrymde palatset lokaler statsministern och delar av statsrådsberedningen medan kvarteret Rosenbad genomgick en totalrenovering.

### Interiör

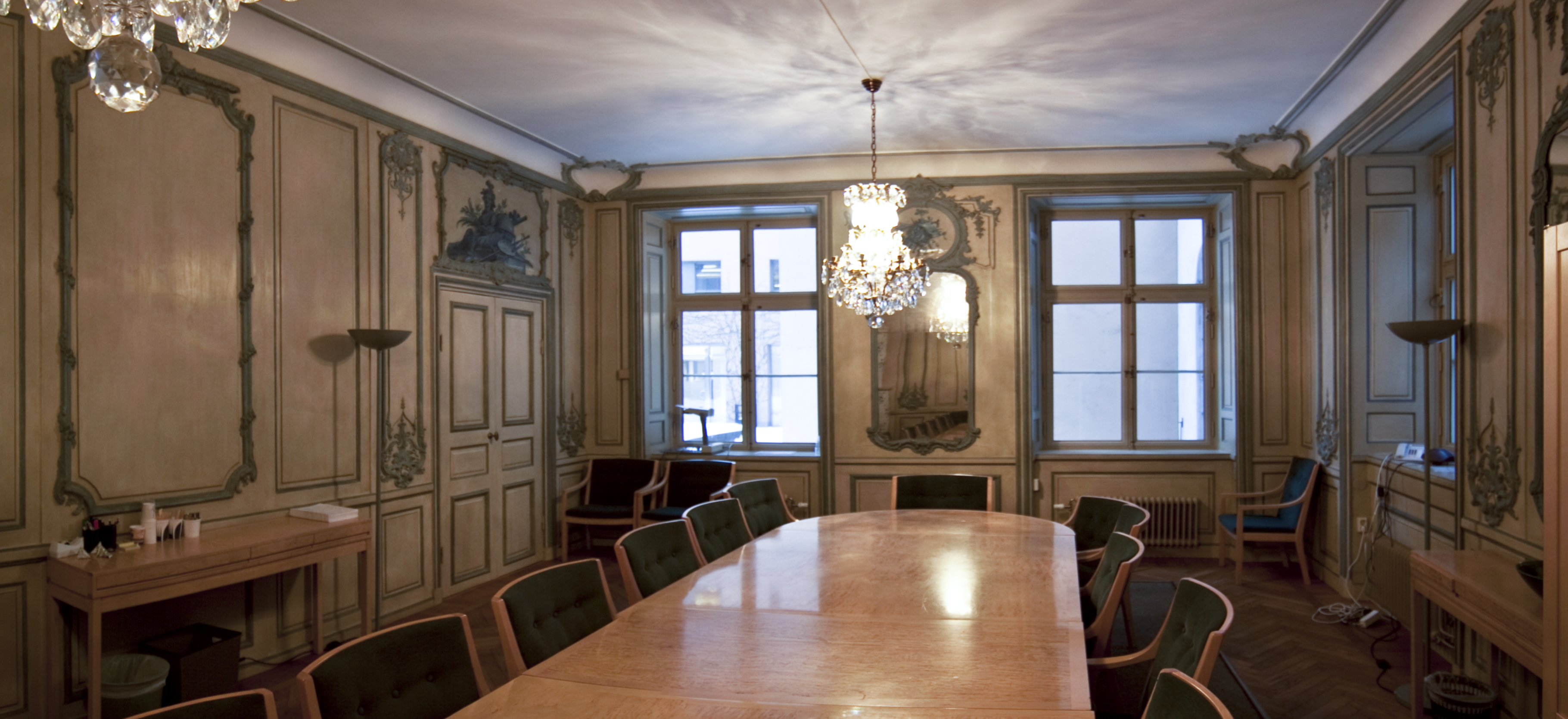
Interiör, förmak med dekor från 1700-talet i Adelcrantzska palatset.